# Neuermark-Lübars
Neuermark-Lübars è una frazione  (Ortsteil) del comune tedesco di Klietz, nel Land della Sassonia-Anhalt.
Fino al 31 dicembre 2009 ha costituito un comune autonomo.